# Makarti Jaya (Darul Makmur)
Makarti Jaya is een bestuurslaag in het regentschap Nagan Raya van de provincie Atjeh, Indonesië. Makarti Jaya telt 529 inwoners (volkstelling 2010).